# Turková
Turková je národní přírodní rezervace v katastrálním území obce Východná v okrese Liptovský Mikuláš v Žilinském kraji na Slovensku. Území bylo vyhlášeno v roce 1965 a jeho rozloha je 107 hektarů. Předmětem ochrany jsou zachovalá lesní společenstva na vápenci.